# Aukščiausioji lyga 1987
L'edizione 1987 dell'Aukščiausioji lyga fu la quarantatreesima come campionato della Repubblica Socialista Sovietica Lituana; il campionato fu vinto dal Tauras, giunto al suo 1º titolo, che vinse il campionato da neopromossa.

## Formula
Fu confermata la formula a girone unico: le squadre passarono da 16 a 17, con le retrocesse Vienybė Ukmergė, Kooperatininkas Plungė e Pažanga Vilnius, sostituite da Tauras Tauragė, Statybininkas Šiauliai ed Atletas Kaunas.
Le 17 formazioni si incontrarono in gironi di andata e ritorno, per un totale di 32 partite per squadra. Le squadre classificate agli ultimi quattro posti retrocessero.
Vista la parità al termine della stagione fu necessario disputare uno spareggio.

## Classifica finale
|  | Pos. | Squadra                | Pt | G  | V  | N  | P  | GF | GS | DR  |
|  | ---- | ---------------------- | -- | -- | -- | -- | -- | -- | -- | --- |
|  | 1.   | Tauras                 | 53 | 32 | 23 | 7  | 2  | 48 | 15 | +33 |
|  | 1.   | SRT Vilnius            | 53 | 32 | 25 | 3  | 4  | 65 | 18 | +47 |
|  | 3.   | Inkaras Kaunas         | 46 | 32 | 19 | 8  | 5  | 60 | 27 | +33 |
|  | 4.   | Atmosfera Mažeikiai    | 44 | 32 | 18 | 8  | 6  | 51 | 28 | +23 |
|  | 5.   | Ekranas                | 43 | 32 | 20 | 3  | 9  | 65 | 36 | +29 |
|  | 6.   | Granitas Klaipėda      | 37 | 32 | 14 | 9  | 9  | 44 | 32 | +12 |
|  | 7.   | Statybininkas Šiauliai | 32 | 32 | 12 | 8  | 12 | 42 | 35 | +7  |
|  | 8.   | Banga Kaunas           | 32 | 32 | 12 | 8  | 12 | 45 | 33 | +12 |
|  | 9.   | Nevėžis                | 31 | 32 | 11 | 9  | 12 | 45 | 51 | -6  |
|  | 10.  | Kelininkas Kaunas      | 31 | 32 | 12 | 7  | 13 | 27 | 28 | -1  |
|  | 11.  | Aidas Kaunas           | 26 | 32 | 11 | 4  | 17 | 39 | 54 | -15 |
|  | 12.  | Atletas Kaunas         | 25 | 32 | 8  | 9  | 15 | 25 | 40 | -15 |
|  | 13.  | Poringė Alytus         | 24 | 32 | 7  | 10 | 15 | 31 | 56 | -25 |
|  | 14.  | Sveikata               | 22 | 32 | 7  | 8  | 17 | 19 | 47 | -28 |
|  | 15.  | Tauras Šiauliai        | 16 | 32 | 5  | 6  | 21 | 29 | 61 | -32 |
|  | 16.  | Aušra Vilnius          | 15 | 32 | 2  | 11 | 19 | 29 | 63 | -34 |
|  | 17.  | Utenis Utena           | 14 | 32 | 5  | 4  | 23 | 27 | 67 | -40 |

## Spareggio per il titolo
| Squadra 1 | Risultato       | Squadra 2   |
| --------- | --------------- | ----------- |
| Tauras    | 2 - 2 (3-2 dcr) | SRT Vilnius |